# FC 로스토프

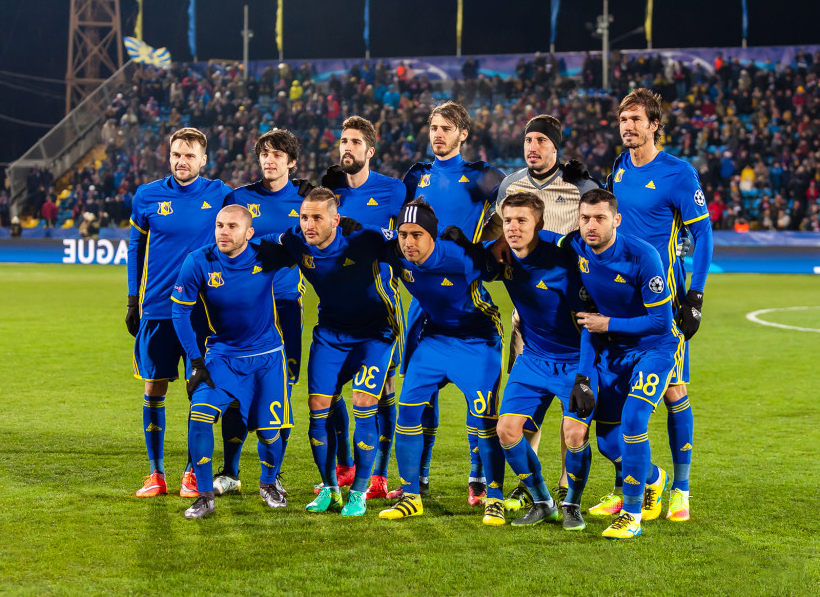

FC 로스토프(러시아어: Футбольный клуб "Ростов", 영어: FC Rostov)는 러시아 로스토프나도누의 축구 팀으로, 현재 러시아 프리미어리그에서 활동하고 있다.

## 클럽 명칭 역사
- 1930-1953: 트라크토르 (Traktor)
- 1953-1957: 토르페도 (Torpedo)
- 1957-2003: 로스트셀마슈 (Rostselmash)
- 2003-현재: FC 로스토프 (FC Rostov)

## 성적
- 러시아 컵: 준우승 1회 (2003)
- UEFA 인터토토컵: 준결승 진출 1회 (1999)

## 선수 명단

### 현역
참고: FIFA 자격 규정에 따라 소속된 국가대표팀 국기를 표시합니다. 선수는 복수의 FIFA 비회원국 국적을 가지고 있을 수 있습니다.
| 번호 | 포지션 | 국적       | 이름            |
| ---- | ------ | ---------- | --------------- |
| 1    | GK     | 타지키스탄 | 루스탐 야티모프 |
| 3    | DF     | 니제르     | 우마르 사코     |

| 번호 | 포지션 | 국적 | 이름 |
| ---- | ------ | ---- | ---- |

## 역대 감독
| 감독                              | 임기        |
| --------------------------------- | ----------- |
| 세르게이 바실리예비치 안드레예프  | 1995 ~ 2000 |
| 쿠르반 베르디예프                 | 2014 ~ 2016 |
| 쿠르반 베르디예프(부회장 겸 감독) | 2016 ~ 2017 |
| 발레리 카르핀                     | 2017 ~      |